# Цветы на чердаке (фильм, 2014)
«Цветы на чердаке» (англ. Flowers in the Attic) — американский драматический телефильм, снятый по роману писательницы Вирджинии Эндрюс в 2014 году. Транслировался на телеканале «Lifetime».

## Сюжет
События телефильма начинаются в конце 1950-х годов в Пенсильвании. У Корин Доллагенджер умирает муж. Мужчина был при деньгах и хорошей должности. Однако дом не принадлежал Корин и её четырём детям, и семья была вынуждена покинуть жилище. Впятером они отправились в дом родителей Корин Фоксвортов, которые уже давно ненавидели её. Позже выясняется, за что. Приезду большого семейства мать Корин абсолютно не рада. Это отношение пожилая дама проявляет с самой первой встречи с детьми и до конца фильма. Четверых ребят: Криса (14 лет), Кэти (12 лет) и 4-летних брата Кори и сестру Кэрри, селят на самый верхний этаж богатого дома. Дедушку Фоксворта решили не информировать о присутствии внуков, который так и не узнал о них до самой смерти. Дети начинают новую жизнь в небольшой комнате, где есть выход на чердак. Их не выпускают на улицу, и они не имеют никакой связи с внешним миром. Так идут годы. Ребята растут. Постепенно они понимают, что они вовсе не нужны ни бабушке, ни даже родной матери, которая уже успела найти себе богатого ухажёра. Крис и Кэти принимают решение бежать всем вместе из огромного богатого дома и жить своей самостоятельной жизнью.

## В ролях
- Хизер Грэм — мать, Корин Доллагэнгер-Фоксворт
- Эллен Бёрстин — бабушка, Оливия Фоксворт
- Кирнан Шипка — Кэти Доллагэнгер
- Мэйсон Дай — Крис Доллагэнгер
- Ава Телек — Кэрри Доллагэнгер
- Максвелл Ковач — Кори Доллагэнгер
- Дилан Брюс — Барт Уинслоу
- Чад Виллетт — отец, Кристофер Доллагэнгер
- Бо Дэниелс — дед Фоксворт
- Лаура Джэй — гость в доме Фоксвортов
- и другие

## Первая версия
Лента является вторым вариантом экранизации, снятой в 1987 году.